# Mittlerer Ring (Leipzig)
| Daten | Daten     |                                                                     |
| --- | --------- | ------------------------------------------------------------------- |
| Länge: | ca. 36 km |                                                                     |
| Bundesländer: | Sachsen   |                                                                     |
| Karte |           |                                                                     |
| Verlauf des Mittleren Rings in Leipzig |           |                                                                     |
| Verlauf |           |                                                                     |
| \| \| \| Rippachtalstr. S 46 \| \| \| \| Schönauer Str. \| \| \| \| S-Bahn \| \| \| \| Lützner Str. \| \| \| B 87 \| Schönauer Str. (Neubau geplant) \| \| \| B 87 \| Lyoner Str. \| \| \| B 87 \| Plautstr. \| \| \| B 87 \| Schomburgkstr. \| \| \| \| Merseburger Str. \| \| \| B 87 \| Ludwig-Hupfeld-Str. \| \| \| \| \| \| \| B 87 \| Am Ritterschlößchen \| \| \| B 87 \| Gustav-Esche-Str. \| \| \| B 87 \| Auenseestr. (Neu- und Ausbau geplant) \| \| \| \| (Neubau geplant) \| \| \| \| {Linkelstraße} \| \| \| \| (BW 1) \| \| \| \| (BW 2) \| \| \| [] \| (BW 3 über Straße "Am Viadukt") \| \| B 6 \| B 87 \| Stützwände entlang S-Bahn Wahren – Slevogtstr. \| \| \| \| S-Bahn \| \| B 6 \| B 87 \| Travniker Straße \| \| \| \| Wiederitzscher Weg S 1 \| \| B 6 \| B 87 \| Max-Liebermann-Str. \| \| B 6 \| B 87 \| Essener Str. \| \| \| \| Maximilianallee \| \| \| \| \| \| B 6 \| B 87 \| Essener Str. \| \| B 6 \| B 87 \| Braunstr. \| \| B 6 \| B 87 \| Leupoldstr. \| \| \| \| \| \| \| \| Torgauer Str. \| \| B 6 \| \| Hohentichelnstr. \| \| \| \| Permoserstr. \| \| \| \| Theodor-Heuss-Str. \| \| \| \| S-Bahn \| \| Südost-Variante 1 \| \| \| \| \| \| Paunsdorfer Str. \| \| \| \| Engelsdorfer Str. \| \| \| \| Sommerfelder Str. \| \| \| \| verlängerte K.-Prendel-Allee (Neubau geplant) \| \| \| \| Kommandant-Prendel-Allee \| \| \| \| Naunhofer Str. \| \| \| \| Ludolf-Colditz-Str. \| \| \| \| Prager Str. \| \| B 2 \| \| An der Tabaksmühle \| \| B 2 \| \| Richard-Lehmann-Str. \| \| Südost-Variante 2 \| \| \| \| \| \| Geithainer Str. (Ausbau geplant) \| \| \| \| entlang Eisenbahn Paunsdorf – Stötteritz (Neubau geplant) \| \| \| \| Am Güterring (Ausbau geplant) \| \| \| \| Güntzstr. (Ausbau geplant) \| \| \| \| Prager Str. (Ausbau geplant) \| \| \| \| entlang S-Bahn Völkerschlachtdenkmal (Neubau geplant) \| \| \| \| \| \| \| \| S-Bahn \| \| Süd-Variante 1 \| \| \| \| B 2 \| \| Richard-Lehmann-Str. \| \| \| \| entlang S-Bahn Semmelweisstr – Marienbrunn (Neubau geplant) \| \| Süd-Variante 2 \| \| \| \| \| \| entlang S-Bahn Völkerschlachtdenkmal – Marienbrunn (Neubau geplant) \| \| \| \| \| \| \| \| entlang S-Bahn Marienbrunn – Markkleeberg (Neubau geplant) \| \| \| \| Wundtstr. (Neubau geplant) \| \| \| \| Wolfswinkelkurve (Neubau geplant, Umweltverträglichkeit kritisch) \| \| \| \| Brückenstr. (Ausbau geplant) \| \| \| \| entlang Eisenbahn Markkleeberg – Plagwitz (Neubau geplant) \| \| \| \| Schönauer Str. (Ausbau geplant) \| |           |                                                                     |
| |           | Rippachtalstr. S 46                                                 |
| |           | Schönauer Str.                                                      |
| |           | S-Bahn                                                              |
| |           | Lützner Str.                                                        |
| | B 87      | Schönauer Str. (Neubau geplant)                                     |
| | B 87      | Lyoner Str.                                                         |
| | B 87      | Plautstr.                                                           |
| | B 87      | Schomburgkstr.                                                      |
| |           | Merseburger Str.                                                    |
| | B 87      | Ludwig-Hupfeld-Str.                                                 |
| |           |                                                                     |
| | B 87      | Am Ritterschlößchen                                                 |
| | B 87      | Gustav-Esche-Str.                                                   |
| | B 87      | Auenseestr. (Neu- und Ausbau geplant)                               |
| |           | (Neubau geplant)                                                    |
| |           | {Linkelstraße}                                                      |
| |           | (BW 1)                                                              |
| |           | (BW 2)                                                              |
| | []        | (BW 3 über Straße "Am Viadukt")                                     |
| B 6 | B 87      | Stützwände entlang S-Bahn Wahren – Slevogtstr.                      |
| |           | S-Bahn                                                              |
| B 6 | B 87      | Travniker Straße                                                    |
| |           | Wiederitzscher Weg S 1                                              |
| B 6 | B 87      | Max-Liebermann-Str.                                                 |
| B 6 | B 87      | Essener Str.                                                        |
| |           | Maximilianallee                                                     |
| |           |                                                                     |
| B 6 | B 87      | Essener Str.                                                        |
| B 6 | B 87      | Braunstr.                                                           |
| B 6 | B 87      | Leupoldstr.                                                         |
| |           |                                                                     |
| |           | Torgauer Str.                                                       |
| B 6 |           | Hohentichelnstr.                                                    |
| |           | Permoserstr.                                                        |
| |           | Theodor-Heuss-Str.                                                  |
| |           | S-Bahn                                                              |
| Südost-Variante 1 |           |                                                                     |
| |           | Paunsdorfer Str.                                                    |
| |           | Engelsdorfer Str.                                                   |
| |           | Sommerfelder Str.                                                   |
| |           | verlängerte K.-Prendel-Allee (Neubau geplant)                       |
| |           | Kommandant-Prendel-Allee                                            |
| |           | Naunhofer Str.                                                      |
| |           | Ludolf-Colditz-Str.                                                 |
| |           | Prager Str.                                                         |
| B 2 |           | An der Tabaksmühle                                                  |
| B 2 |           | Richard-Lehmann-Str.                                                |
| Südost-Variante 2 |           |                                                                     |
| |           | Geithainer Str. (Ausbau geplant)                                    |
| |           | entlang Eisenbahn Paunsdorf – Stötteritz (Neubau geplant)           |
| |           | Am Güterring (Ausbau geplant)                                       |
| |           | Güntzstr. (Ausbau geplant)                                          |
| |           | Prager Str. (Ausbau geplant)                                        |
| |           | entlang S-Bahn Völkerschlachtdenkmal (Neubau geplant)               |
| |           |                                                                     |
| |           | S-Bahn                                                              |
| Süd-Variante 1 |           |                                                                     |
| B 2 |           | Richard-Lehmann-Str.                                                |
| |           | entlang S-Bahn Semmelweisstr – Marienbrunn (Neubau geplant)         |
| Süd-Variante 2 |           |                                                                     |
| |           | entlang S-Bahn Völkerschlachtdenkmal – Marienbrunn (Neubau geplant) |
| |           |                                                                     |
| |           | entlang S-Bahn Marienbrunn – Markkleeberg (Neubau geplant)          |
| |           | Wundtstr. (Neubau geplant)                                          |
| |           | Wolfswinkelkurve (Neubau geplant, Umweltverträglichkeit kritisch)   |
| |           | Brückenstr. (Ausbau geplant)                                        |
| |           | entlang Eisenbahn Markkleeberg – Plagwitz (Neubau geplant)          |
| |           | Schönauer Str. (Ausbau geplant)                                     |

Der Mittlere Ring in Leipzig ist eine ringförmige Straßenverbindung, welche zwischen dem äußeren Autobahnring, der Mitteldeutschen Schleife, sowie dem weiter innen gelegenen Tangentenviereck und dem Innenstadtring den Verkehr der Bundesstraßen zwischen den äußeren Stadtteilen aufnehmen soll. Er ist bisher nur teilweise fertiggestellt.

## Verlauf
Im nördlichen Bereich wurde bis April 2012 zwischen Gohlis (Landsberger Straße) und Wahren (Pittlerstraße) ca. ein Viertel der Gesamtstrecke realisiert. Im Süden wären zwischen Stötteritz und Knautkleeberg eine Reihe von Neubauten, teilweise durch Wohngebiete, Parks und Waldgebiete, notwendig. Wegen des insgesamt sinkenden PKW-Verkehrsaufkommens ist eine Realisierung in diesem Bereich auf absehbare Zeit unwahrscheinlich.
Mit der Fortschreibung des Flächennutzungsplans der Stadt Leipzig im Jahr 2012 entfallen weitere Teilabschnitte des Mittleren Rings.
Dies betrifft im Nordosten den Neubauabschnitt zwischen Essener Straße und Braunstraße (Querung Abtnaundorfer Park) und im Süden die Querverbindung von der Bundesstraße 2 in Connewitz nach der Schönauer Straße in Großzschocher.

## Realisierung
Am 15. Dezember 2010 wurde ein 2,2 km langer Abschnitt zwischen Leipzig-Wahren und Leipzig-Möckern für den Verkehr freigegeben. Der Neubau der vierspurigen Straße mit vier Brückenbauwerken und Stützwänden kostete 59 Mio. Euro.
Ein weiterer 1,3 km langer Abschnitt zwischen Leipzig-Möckern und Leipzig-Gohlis wurde am 27. April 2012 dem Verkehr übergeben. Die Gesamtkosten für diesen Abschnitt beliefen sich auf 13 Mio. Euro.

## Bilder

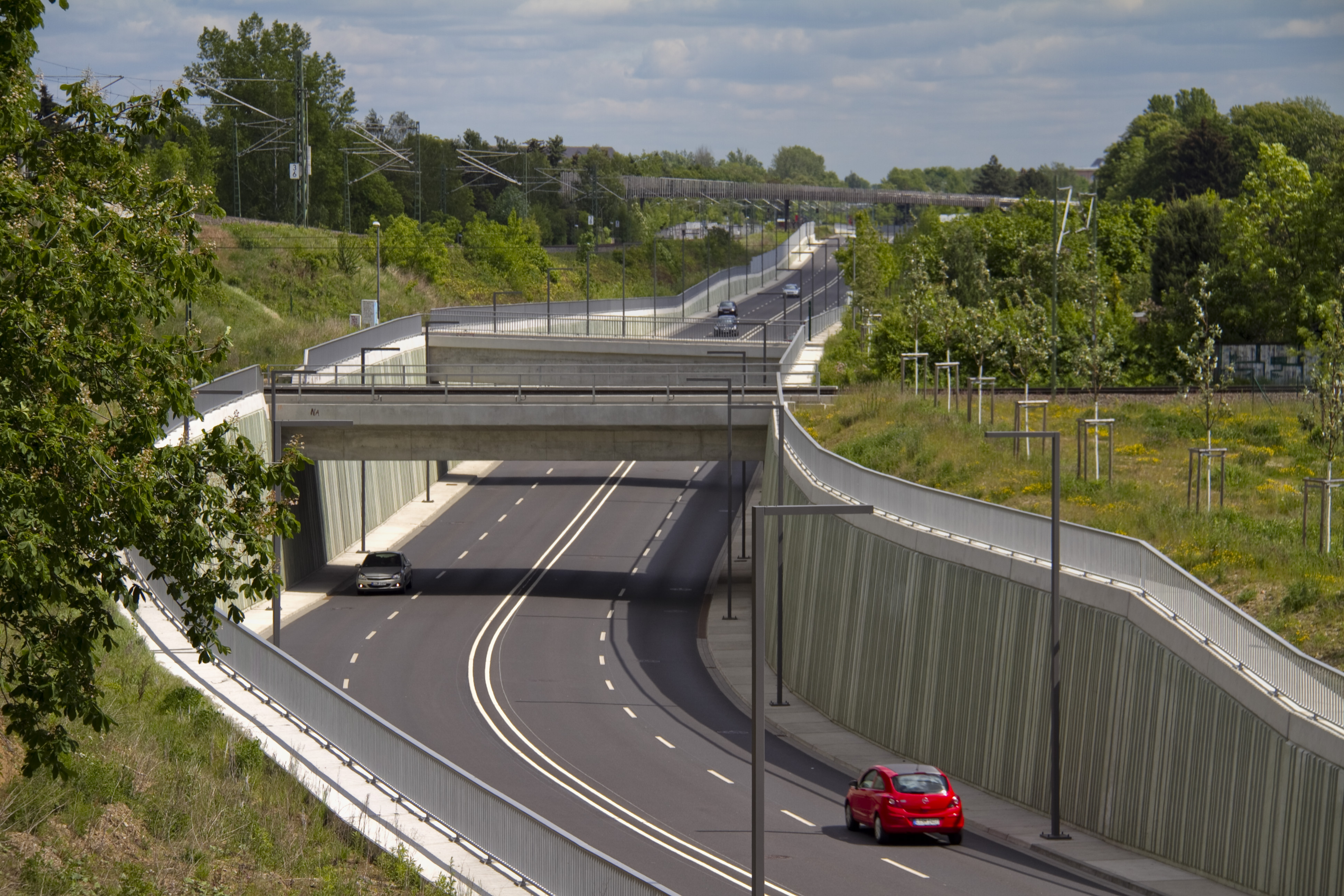
Mittlerer Ring in Bereich Wahren (Travniker Straße)
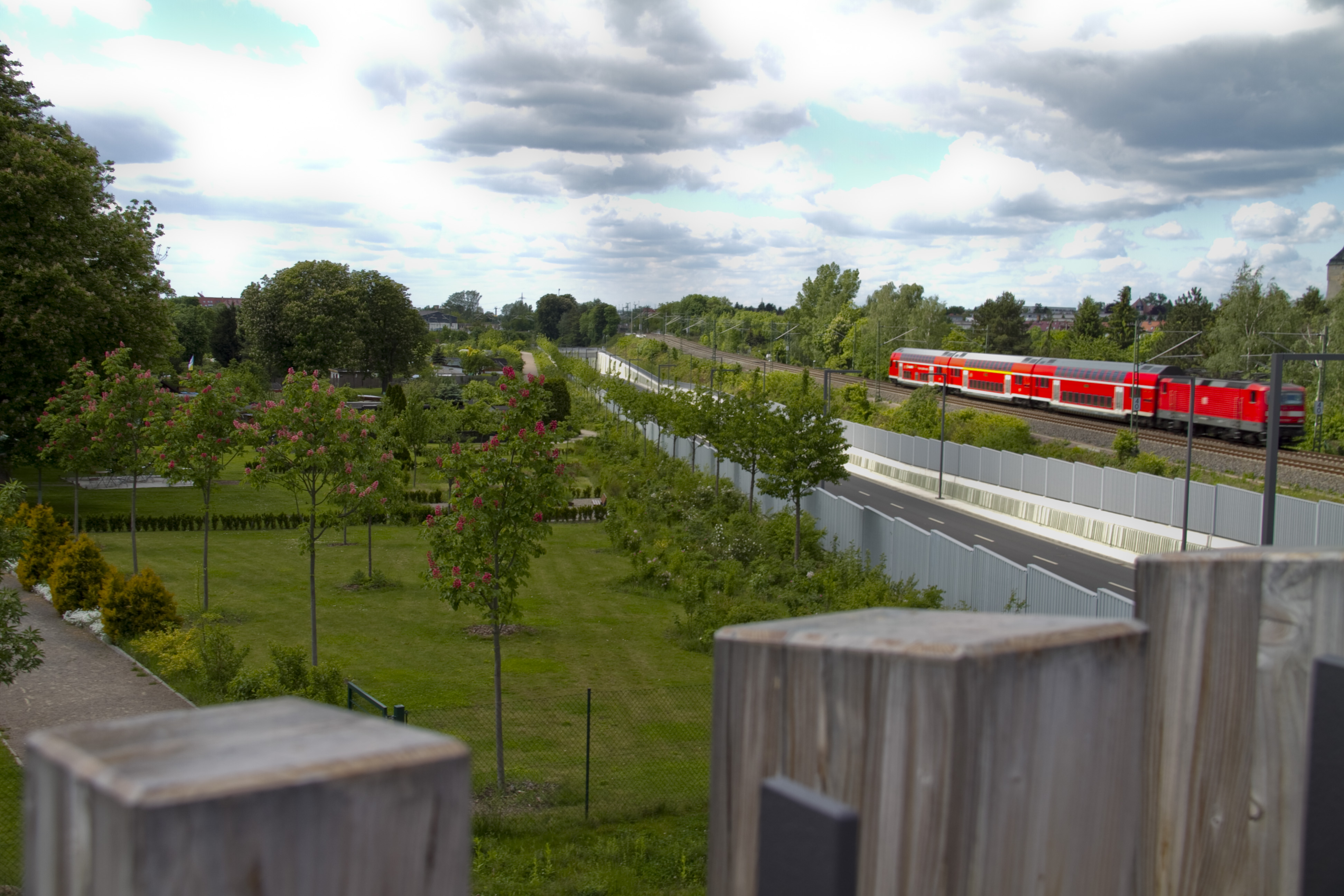
Mittlerer Ring in Bereich Wahren (Travniker Straße)
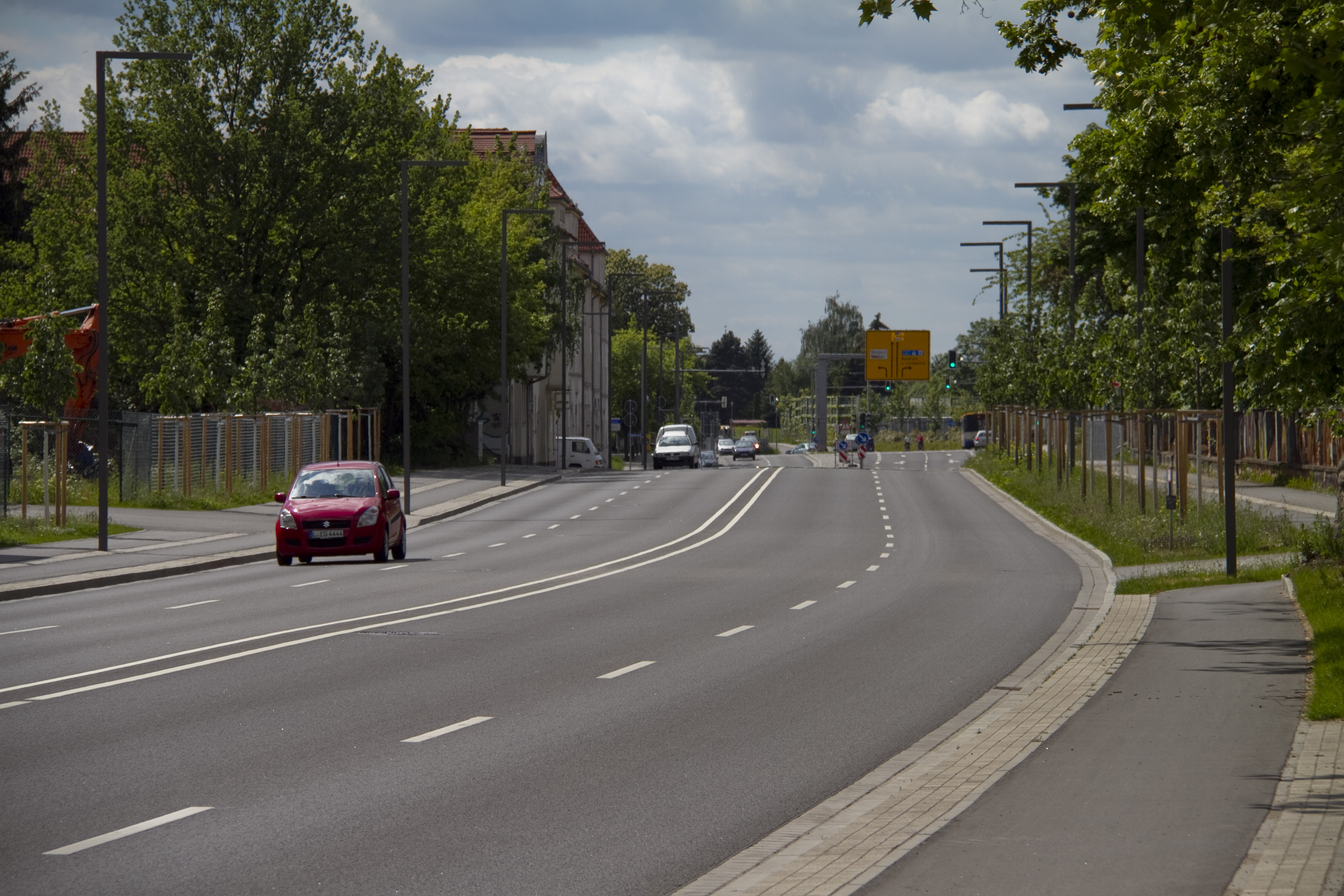
Mittlerer Ring in Bereich Möckern (Max-Liebermann-Straße)
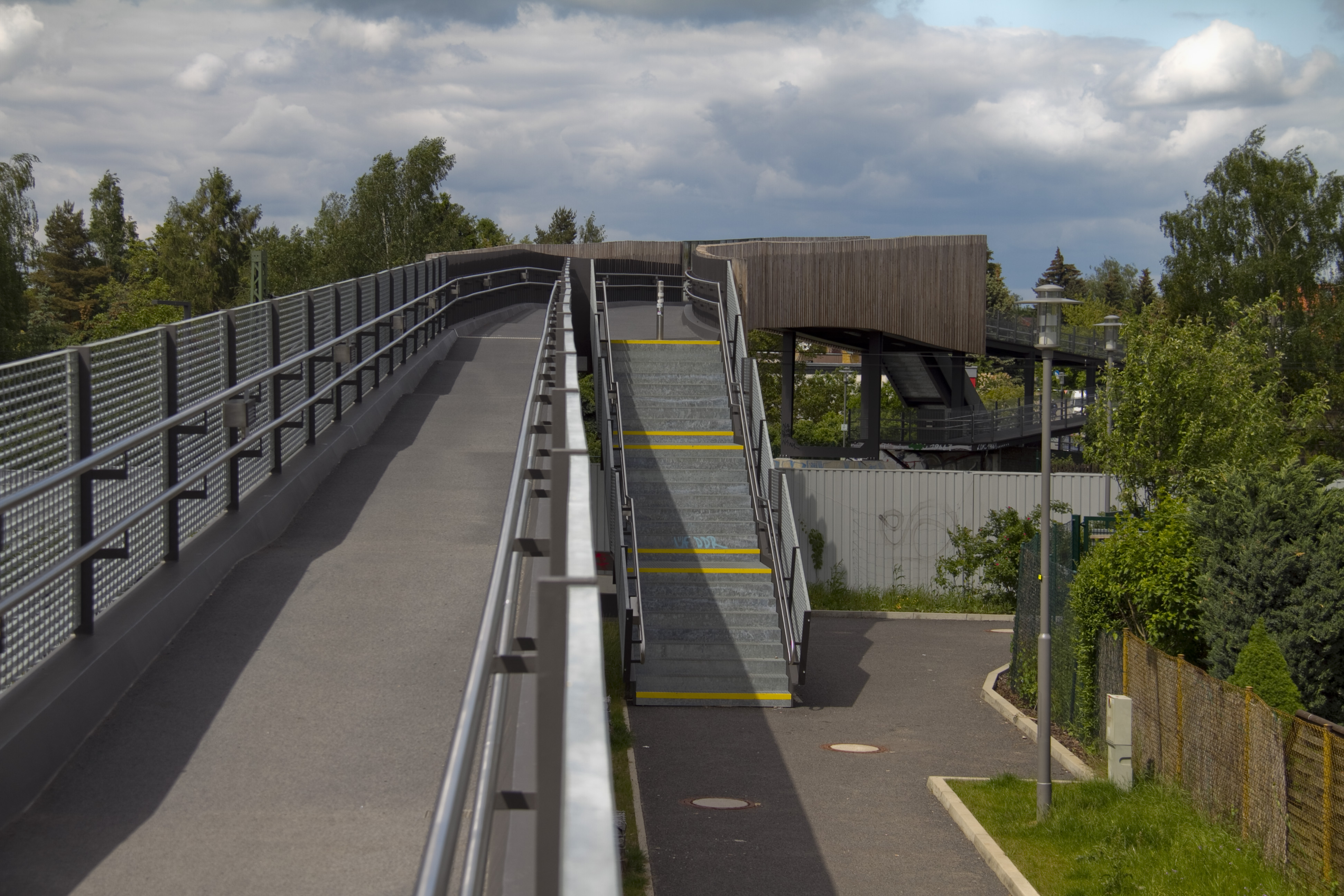
Neue Fußgängerbrücke in der Falladastraße als Verbindung der Sternsiedlung zur Georg-Schumann-Straße
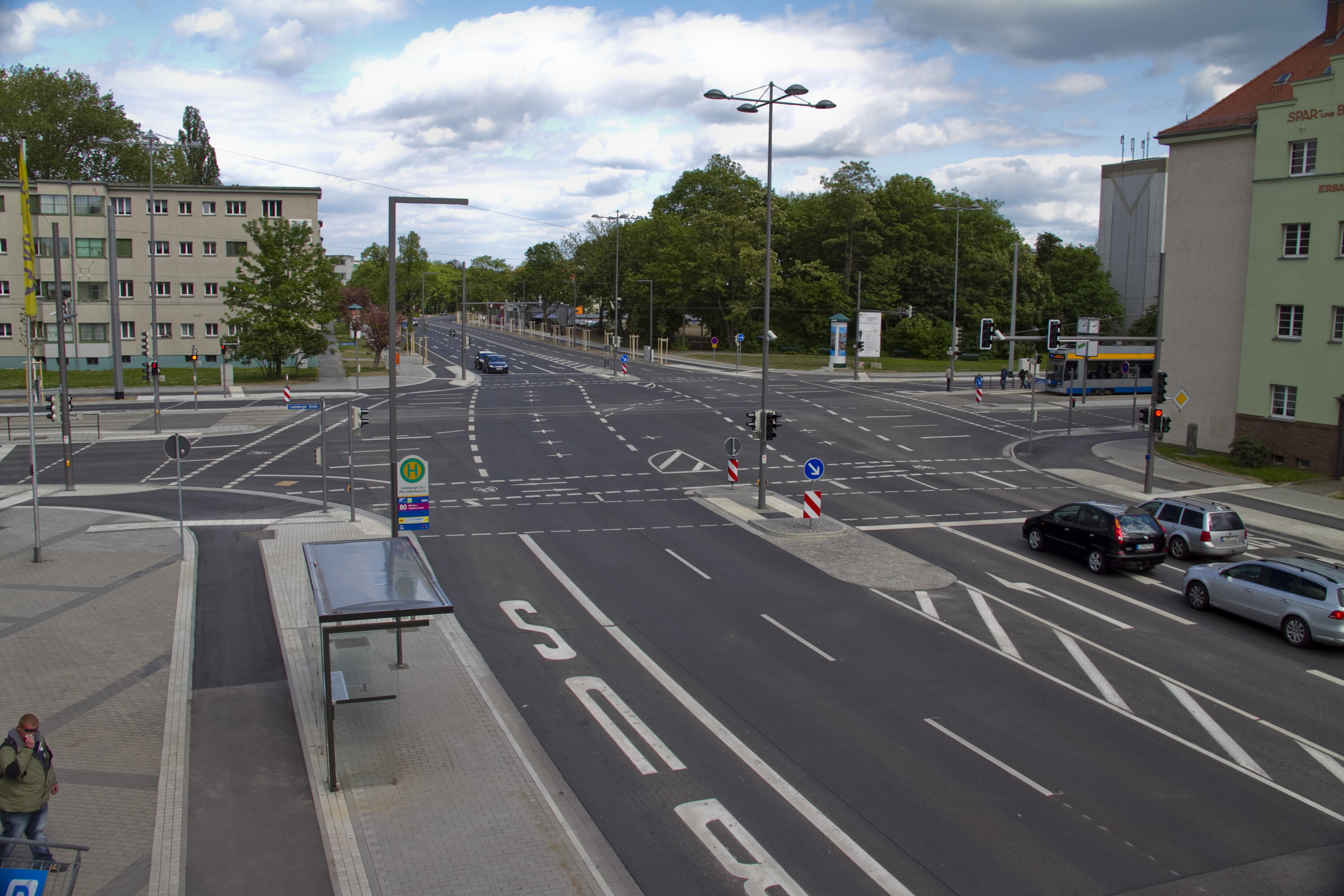
Kreuzungsbereich Max-Liebermann-Straße/Landsberger Straße